# Valea Roșie (cartier în Craiova)
Valea Roșie este unul dintre cele 18 cartiere ale Craiovei. Este situat la aproximativ 10 minute (cu mașina) de centru. Cea mai importantă stradă care străbate Valea Roșie este Strada Caracal, care duce către ieșirea din oraș spre localitatea cu același nume.

În cartier se găsesc mai multe instituții de învățământ, sanitare, centre comerciale, precum și o piață agroalimentară.

Instituții de învățământ
- Liceul Teoretic "Henri Coandă"
- Grupul Școlar "Traian Vuia"
- Colegiul "Ștefan Odobleja"
- Liceul "Voltaire"
- Liceul Tehnologic UCECOM "Spiru Haret"
- Școala cu clasele I-VIII nr.29 "Nicolae Romanescu"
- Școala cu clasele I-VIII nr.31 "Theodor Aman"
- Grădinița cu program prelungit nr.41 "Elena Farago"
- Grădinița cu program prelungit nr.42 "Ion Creangă"

Instituții sanitare
- Spitalul Clinic de Urgență Militar "Dr. Ștefan Odobleja"

Centre Comerciale și Piețe
- Centrul Comercial Bănie
- Piața Valea Roșie

Cartierul are o structură mixtă, având în componență atât blocuri cât și case, este străbătut de mai multe trasee de autobuz ce fac legătura cu majoritatea zonelor orașului. 